# Université russe d'économie Plekhanov
Pour les articles homonymes, voir Plekhanov.
L'université russe d'économie Plekhanov (en russe : Российский экономический университет имени Г. В. Плеханова) est l'une des plus prestigieuses institutions universitaires d'économie de la Russie située à Moscou. Elle compte 14 facultés et 13 000 étudiants.

## Historique
Elle est créée en 1907 par un groupe de notables moscovites, sous l'impulsion d'Alekseï Vichniakov. Après plusieurs changements, elle prend le nom en 1924 de Gueorgui Plekhanov (1856-1918), fondateur du mouvement social-démocrate russe.
En juillet 2010, elle acquiert le statut d'université.

## Personnalités liées à l'université

### Étudiants
- Aliona Archinova, femme politique russe.
- Tatu Boulach, révolutionnaire communiste avare.
- Alexandre Livchitz, économiste et homme politique russe.
- Natalia Potchinok, rectrice d'université russe.
- Mikhaïl Zadornov, ministre russe.